# Saudijski Arapi
Saudijski Arapi, kolektivno ime za dvije glavne arapske skupine nastanjene na području današnje Saudijske Arabije. Brojnija skupina su Najdi Arapi živi na cijelom području Saudijske Arabije, osim uz Crveno more, gdje žive Hijazi Arapi. Svaka od ove dvije skupine govori vlastitim jezikom i sastoji se od raznih beduinskih plemena s vlastitim dijalektima. Sjeverni Najdi (Shammari, Bani Khaalid, Dafiir), Centralni Najdi (Rwala, Haayil, Al-Qasiim, Sudair, Riyadh, Hofuf, Biishah, Najraan, Wild `Ali, `Awaazim, Rashaayda, Mutair, `Utaiba, `Ajmaan), južni najdi (Aal Murrah, Najran). Hijazi govore dijalektima sjeverni hijazi (s 4 podnarječja), južni hijazi (16 podnarječja), dolinski tihaamah i obalni tihaamah.
Beduini se temeljno sastoje od dvije socijalne klase. jedna su pravi 'beduini', stočari i nomadi, dok su drugi nazivani fellahin (sing. fellah), koji u kontrastu pravim beduinima, žive sjedilačkim životom ratara. 
Nomadi nemaju stalnih naselja i kreću se sa svojim karavanama na kojima prenose svoje crne šatore od kozje dlake, unnutra podijeljen ukrasnom gatom (gata) na dva dijela, od kojih je jedan namijenjen ženama i djeci. 
Populacija Saudijskih Arapa iznosi oko 13,672,000 (za Najdi Arape) i 8,042,000 (za Hijazi)

## Plemenske skupine
Tameem, ruralni ne-beduini, rašireni po cijelom poluotoku i širom svijeta; Otaibah beduini, u zapadnom Najdu i Taifu; Qahtan, jugozapadni i južni Najd, neki su nomadi; Mutair, središnji i istični Najd, većina nomadi; Subai, središnji i zapadni Najd, većina nomadi; Harb, sjeverozapadni Najd i Medina; Anazah, sjeverna Arabija; Ad-Dawaser, većina u južnom Najdu (poznata im je obitelj al-Sudari); Shammar, sjeverni Najd (njihova je kuća al-Rasheed); Ya'am, Najran i Najd; Bani Shihr, Bani Amr, Balhmar i Balsmar, u planinskom području (as-Sarawat) u jugozapadnoj Arabiji. Žive po selima i gradovima; Ghamed i Zahran, sjeverni Sarawat. Svi žive u seoskim i gradskim zajednicama; Shamran i Balgarn, planine as-Sarawat, žive po selima i gradovima.